# Tarasivka, Baștanka
Tarasivka (în ucraineană Тарасівка) este un sat în comuna Novoserhiivka din raionul Baștanka, regiunea Mîkolaiiv, Ucraina.

## Demografie
Componența lingvistică a localității Tarasivka
     Ucraineană (83,64%)
     Rusă (8,48%)
     Română (4,85%)
     Belarusă (1,82%)
     Alte limbi (0,61%)
Conform recensământului din 2001, majoritatea populației localității Tarasivka era vorbitoare de ucraineană (83,64%), existând în minoritate și vorbitori de rusă (8,48%), română (4,85%) și belarusă (1,82%).